# 帕達爾基 (波爾塔瓦區)
49°36′57″N 34°24′39″E / 49.61583°N 34.41083°E
比洛希奇内（烏克蘭語：Біологічне）是位於烏克蘭中部波爾塔瓦州波爾塔瓦區的村莊，處於波盧濟爾亞河畔，分別距離安德里伊夫卡1公里和索洛馬希夫卡2公里，1987年人口600。